# Santa-Maria-Siché
Santa-Maria-Siché (en cors Santa Maria è Sichè) és un municipi francès, situat a la regió de Còrsega, al departament de Còrsega del Sud. L'any 1999 tenia 357 habitants.

## Demografia
| 1962 | 1968 | 1975 | 1982 | 1990 | 1999 |
| ---- | ---- | ---- | ---- | ---- | ---- |
| 493  | 537  | 461  | 439  | 355  | 357  |

## Administració
| Període   | Identitat                  | Partit | Qualitat |
| --------- | -------------------------- | ------ | -------- |
| 2001-2008 | François-Dominique Pelloni |        |          |